# Aeroportul Midland/Huronia
Aeroportul Midland/Huronia (IATA: YEE, ICAO: CYEE) este un aeroport din Ontario, Canada ce deservește zona Midland⁠(d). Aeroportul a fost tranzitat în 2014 de 0 pasageri. A fost numit după zona deservită.
Situat la o altitudine de 236 m, aeroportul dispune de o singură pistă.